# Kyle Wilson
Kyle Wilson (ur. 15 grudnia 1984 w Oakville, Ontario) – kanadyjski hokeista.

## Kariera
- Strathroy Rockets (2000-2002)
- Colgate University (2004-2006)
- South Carolina Stingrays (2006)
- San Antonio Rampage (2006)
- Hershey Bears (2006-2010)
- Washington Capitals (2009)
- Columbus Blue Jackets (2010-2011)
- Springfield Falcons (2010-2011)
- Milwaukee Admirals (2011-2012)
- Nashville Predators (2011)
- Syracuse Crunch (2012)
- Norfolk Admirals (2013)
- Dinamo Ryga (2013-2014)
- Donbas Donieck (2014)
- Traktor Czelabińsk (2014)
- Dinamo Ryga (2014-2015)
- MODO (2015)
- SCL Tigers (2016)
- Eisbären Berlin (2016-2017)

Występował w ligach NCAA, AHL i NHL. Od czerwca 2013 zawodnik łotewskiego klubu Dinamo Ryga w KHL. Uzyskał gola w pierwszym meczu sezonu KHL (2013/2014). Od maja 2014 zawodnik Donbasu Donieck. Od lipca do listopada 2014 zawodnik Traktora Czelabińsk. Od listopada 2014 ponownie zawodnik Dinama Ryga. Od czerwca do grudnia 2015 zawodnik MODO. Od stycznia 2016 zawodnik SCL Tigers. Od lipca 2016 zawodnik Eisbären Berlin. Po sezonie DEL (2016/2017) odszedł z klubu.

## Sukcesy
Klubowe

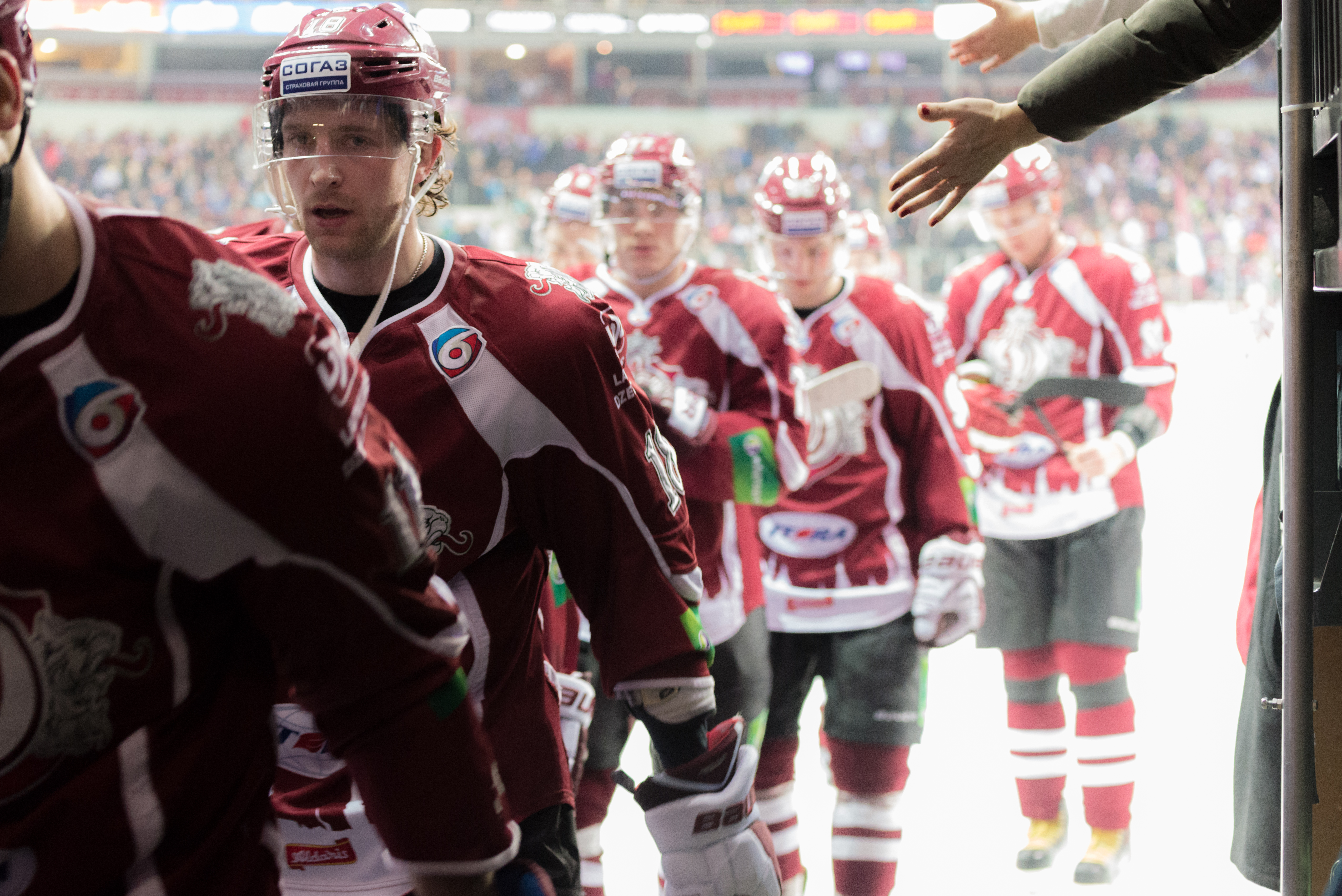
Kyle Wilson w barwach Dinama Ryga (2013)

- Mistrzostwo dywizji AHL: 2007, 2009, 2010 z Hershey Bears
- Mistrzostwo konferencji AHL: 2007, 2009, 2010 z Hershey Bears
- Mistrzostwo w sezonie regularnym AHL: 2007, 2010 z Hershey Bears
- Frank Mathers Trophy: 2007, 2009, 2010 z Hershey Bears
- F.G. „Teddy” Oke Trophy: 2007, 2009, 2010 z Hershey Bears
- Puchar Caldera: 1947, 2009, 2010 z Hershey Bears

Indywidualne
- AHL (2006/2007):
  - Najlepszy zawodnik tygodnia: 18 marca 2007
  - Pierwsze miejsce w klasyfikacji strzelców wśród pierwszoroczniaków w fazie play-off
  - Pierwsze miejsce w klasyfikacji kanadyjskiej wśród pierwszoroczniaków w fazie play-off
  - Skład gwiazd sezonu